# La Bâtie-Festival de Genève
 (avril 2019).
Si vous disposez d'ouvrages ou d'articles de référence ou si vous connaissez des sites web de qualité traitant du thème abordé ici, merci de compléter l'article en donnant les références utiles à sa vérifiabilité et en les liant à la section « Notes et références ».
 (juillet 2022).
La Bâtie-Festival de Genève, est un festival pluridisciplinaire.

## Histoire

### Prémisses
C'est en juin 1970 qu'a lieu de le premier "festival libre" genevois qui a lieu à Carouge. il propose des concerts, des représentations théâtrale, activités artisanales et expositions d'arts plastisques. Une année après en juin 1971 est lancé le dénommé "premier festival libre du Bout-du-Monde". Environ 10'000 personnes assiste à ce festival gratuit qui se déroule en plein air sur un terrain privé. Plusieurs groupes organisent ensemble le festival dont le Théâtre Mobile. Ce festival fait suite à l’ébullition des premiers mois de 1971 où s'est déroulé le "mai 68" genevois qui a vu s'affronter une partie de la jeunesse et des groupes contre-culturels contre les institutions et les représentants politiques. Une des luttes principales de cette période-là était la revendication de la mise à disposition d'un centre autonome qui a donné lieu à l'occupation de la Maison des jeunes et de la culture de Saint-Gervais en mai 1971. L'AMR rejoint les groupes des organisateurs à partir de 1973.

### Festival du Bois de la Bâtie (1977-1983)
En 1977, le festival se déplace aux Bois de la Bâtie et reprend le nom dans son nom "Festival du Bois de la Bâtie". Quatre associations fondent cette version du festival, à savoir Action 16, AMR, la Lune Rouge et le Théâtre Mobile. Les groupes pionniers des premières années, on trouve également le Théâtre du Loup, Les Montreurs d'images, le Théâtre O, Philippe Cohen ou encore le Groupe 72. Il attirera cette année-là 25'000 personnes. Il s’agit alors d’un festival toujours gratuit, comme dans le passé, de trois jours au mois de juin. Le festival se transforme progressivement, prend de l’ampleur et s’étend à une semaine, puis deux. En 1981, un changement important est pris. Le Comité d'Organisation du Festival (COF) décide d'établir une sélection des événements présentés et d'ouvrir les scènes à des groupes non issus de la scène locale.

### Festival de la Bâtie (à partir de 1984)
Déplacé au mois de septembre en 1983, le festival devient l’événement culturel de la rentrée et entame sa migration au centre-ville. Dès 1984, il quitte définitivement le Bois de la Bâtie et se renomme "Festival de la Bâtie". La volonté des organisateurs est alors clairement de présenter dans des lieux urbains, des spectacles issus de la culture non institutionnelle, et leur donner une véritable place au cœur de la cité.
Dans un premier temps, le festival occupe les salles gérées par la Ville de Genève, les maisons de quartier, les cinémas indépendants, les parcs et des lieux non dévolus à la culture. Puis on assiste à la transformation du paysage culturel genevois. En ville de Genève les lieux de représentation se multiplient et on voit émerger plusieurs scènes dédiées aux artistes indépendants : Maison des arts du Grütli (inaugurée en 1989), L’Usine (1989), Théâtre du Loup (1993), … qui deviennent naturellement des partenaires du festival.
Le réseau des salles du festival ne reste pas circonscrit à la seule Ville de Genève. En effet dès 1992, La Bâtie s’ouvre aux collaborations transfrontalières et intercommunales, pour investir des lieux non conventionnels ainsi que les lieux de culture nés dans les communes genevoises (notamment le Théâtre Forum Meyrin, le Chat Noir à Carouge, la Halle Weetamix à Vernier, la Villa Bernasconi à Lancy ou l’espace Vélodrome de Plan-les-Ouates).
En 2002, le canton et la ville de Genève signent avec le festival une convention de subventionnement qui confirme son autonomie artistique, dans le cadre d'une gestion déléguée, tout en précisant sa mission et ses activités.
Poursuivant son développement et son processus de maturité, l'association se transforme en fondation en 2010. Ce passage marque une transition majeure dans l'histoire du festival, qui rompt avec son passé associatif.

### Crise de 2007
Après les démissions coup sur coup de deux directeurs successifs, Olivier Suter en 2005 et Maurici Farré en 2006, Patrice Mugny, magistrat de la ville de Genève chargé de la culture, met au concours en 2007, avec le soutien de Charles Beer, ministre de la Culture du canton, les subventions pour l'organisation du festival. Un appel à projets est publié au début de l'été dans la presse locale et 19 dossiers de candidatures sont étudiés. Finalement, c'est le projet proposé par l'ancien comité de La Bâtie qui est sélectionné, et c'est Alya Stürenburg Rossi qui est nommée à la direction du festival. C'est elle qui avait mené déjà par interim la programmation 2007. Elle restera en poste jusqu'en novembre 2017 au moment où Claude Ratzé prend sa succession.